# 有沢忠一
有沢 忠一（ありさわ ただいち、1905年（明治38年）4月16日 - 1990年（平成2年）9月27日）は、元三菱瓦斯化学株式会社社長、同社会長、元日本瓦斯化学工業株式会社社長、元株式会社有沢製作所社長、同社会長

## 略歴
- 1927年3月 高千穂高等商業学校（現高千穂大学）卒業

- 1949年6月 株式会社有沢製作所設立（改組）、同社、社長に就任
- 1954年4月 日本瓦斯化学工業株式会社入社、同社取締役に就任
- 1955年10月 日本瓦斯化学工業株式会社常務取締役に就任
- 1959年9月 株式会社有沢製作所取締役会長に就任(兼務)
- 1962年5月 日本瓦斯化学工業株式会社専務取締役に就任
- 1966年7月 不動化学工業株式会社取締役社長に就任(兼務)
- 1967年11月 日本瓦斯化学工業株式会社取締役副社長に就任
- 1968年11月 日本瓦斯化学工業株式会社取締役社長に就任
- 1971年10月 日本瓦斯化学工業株式会社及び三菱江戸川化学株式会社が、対等合併により三菱瓦斯化学株式会社が発足し、同社、会長に就任
- 1973年 志岐義郎社長の死去に伴い、三菱瓦斯化学株式会社社長に就任
- 1975年 三菱瓦斯化学株式会社会長に再就任

その他、沢製作所株式会社会長、東邦天然ガス株式会社取締役、三菱製紙株式会社顧問、天然ガス鉱業会顧問を歴任した。墓所は多磨霊園。

## 栄典
- 勲二等旭日重光章受章

## その他
- 1989年上越市立総合博物館へエミール・ガレのガラス工芸作品を寄贈した。[4]